# Atractus nebularis
Atractus nebularis är en ormart som beskrevs av BERNAL-CAROL och ROZE 1997. Atractus nebularis ingår i släktet Atractus och familjen snokar. Inga underarter finns listade.
Enligt The Reptile Database och IUCN är taxonet ett synonym till Atractus sanctaemartae.